# František Pospíšil (výsadkář)
František Pospíšil (23. listopadu 1919, Rešice – 28. října 1944, Terezín) byl československý voják a velitel výsadku Bivouac.

## Mládí
Narodil se 23. listopadu 1919 v Rešicích jako nemanželský syn Marie Pospíšilové a Leopolda Opálky. Ta se později přestěhovala do Miroslavi a provdala se za příslušníka finanční stráže. František v Rešicích a později v Miroslavi navštěvoval obecnou a měšťanskou školu. Ve Zlíně v Baťových závodech absolvoval odbornou gumárenskou školu. Krátce pracoval v oboru, ale ze zdravotních důvodů později odešel pracovat do zemědělství.

## Vojenská služba
1. října 1937 nastoupil základní vojenskou službu u pěšího pluku ve Znojmě. Po absolvování poddůstojnické školy byl 1. dubna 1938 povýšen na svobodníka a 16. listopadu 1938 na desátníka. 1. dubna 1939, po okupaci Čech a Moravy nacistickým Německem 15. března 1939 byl propuštěn mimo službu.

## V exilu
26. června 1939 společně se svým bratrancem Adolfem Opálkou přešel do Polska, kde se dostal do tábora v Malých Bronowicích. Odtud se po moři přeplavil do Francie. Tam podepsal závazek do Cizinecké legie. V jejích řadách sloužil v Sidi bel Abbes. Po vstupu Francie do války s Německem 3. září 1939 vstoupil 7. října 1939 do československé armády ve Francii a v řadách 1. pěšího pluku se zúčastnil její obrany. 1. ledna 1940 byl povýšen na četaře. Po pádu Francie (koncem června 1940) byl evakuován do Velké Británie.
V Anglii byl zařazen k 1. pěšímu praporu a 28. října 1940 povýšen na rotného. V roce 1941 se přihlásil do programu výcviku pro plnění zvláštních úkolů. Od 15. srpna do 7. listopadu 1941 absolvoval sabotážní kurz, parašutistický výcvik a kurz průmyslové sabotáže. Po dalším doškolovacím kurzu byl jmenován velitelem výsadku Bivouac.

## Nasazení
Pospíšil jako velitel výsadku Bivouac s rotným Čoupkem a des. Zapletalem byli 28. dubna 1942 vysazeni poblíž hospodářského dvora Požáry na Křivoklátsku. Zapletal se společně s Pospíšilem přemístil do Zlína, kde 2. května 1942 Pospíšil kontaktoval svého bývalého spolužáka a kamaráda Jana Chvátala z Malenovic, ten však je udal českým strážníkům. Pospíšil jednoho četníka postřelil a utekl, ale Zapletal byl zatčen, donucen k výpovědi a druhý den byl v Brně zatčen Čoupek s rodinou. Udavač Chvátal si vysloužil odměnu 10000 korun, po válce byl odsouzen a popraven. Pospíšil, který byl také lehce postřelen, se poté ukrýval u mlynáře Davida v Dalešickém mlýně a v Dolních Vilémovicích u rodiny Denemarkových. Alois Denemarek se 15. června 1942 vydal se svým přítelem Jaroslavem Kubišem za jeho starším bratrem Janem Kubišem (ten se v té době již skrýval v kostele sv. Cyrila a Metoděje) do Prahy, aby ho požádal o zprostředkování úkrytu pro Františka Pospíšila. Jan Kubiš ale jejich žádost odmítl, protože místo svého úkrytu nepovažoval za vhodné. Později Pospíšil přebýval i na Telčsku a Táborsku. Odtud se pokusil o ilegální přechod do Švýcarska. Po neúspěchu se v prosinci 1942 vrátil do Brna a ukrýval se u manželů Adamcových. 10. února 1943 se zde setkal s konfidenty gestapa Karlem Čurdou a Jaroslavem Nachtmannem, kterými byl vylákán do Prahy a 12. února 1943 zatčen. Ve vazbě odmítl nabídku ke spolupráci a byl proto převezen nejdříve do pankrácké věznice a poté koncem roku 1943 do Terezína. Pod jménem Petr Švec zde byl držen až do 28. října 1944, kdy byl bez soudu zastřelen.

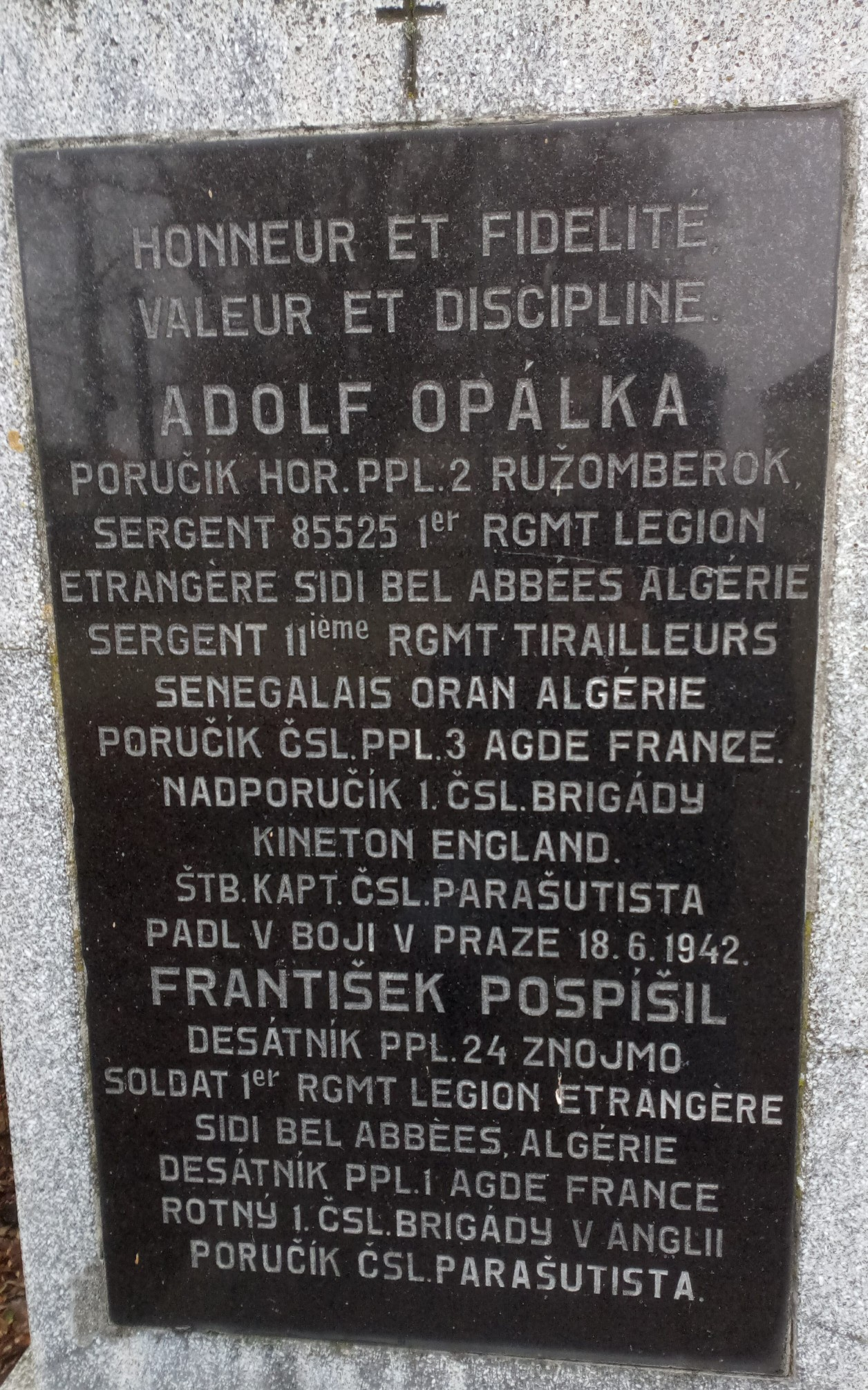
Rešice: památník parašutistů

Za pomoc výsadkáři Františku Pospíšilovi byli 19. dubna 1944 sťati v Praze na Pankráci tito vlastenci:
- Bohumil David, mlynář z Dalešic[10]
- Oldřich Potůček, řeznický pomocník z Dalešic
- Rudolf Padělek, zemědělský dělník z Dalešic[11]
- František Hejkal, zednický pomocník z Rešic
- Karel Denemarek, rolník z Dolních Vilémovic
- rodiče Antonín a Marie Denemarkovi zemřeli koncem války v koncentračních táborech.

Jejich další syn Alois Denemarek přežil, svoje úspory věnoval na rekonstrukci muzea Jana Kubiše.

## Po válce
1. prosince 1945 byl jmenován podporučíkem pěchoty in memoriam a zároveň povýšen na poručíka pěchoty. 17. července 1947 byl in memoriam povýšen na nadporučíka pěchoty.

## Vyznamenání

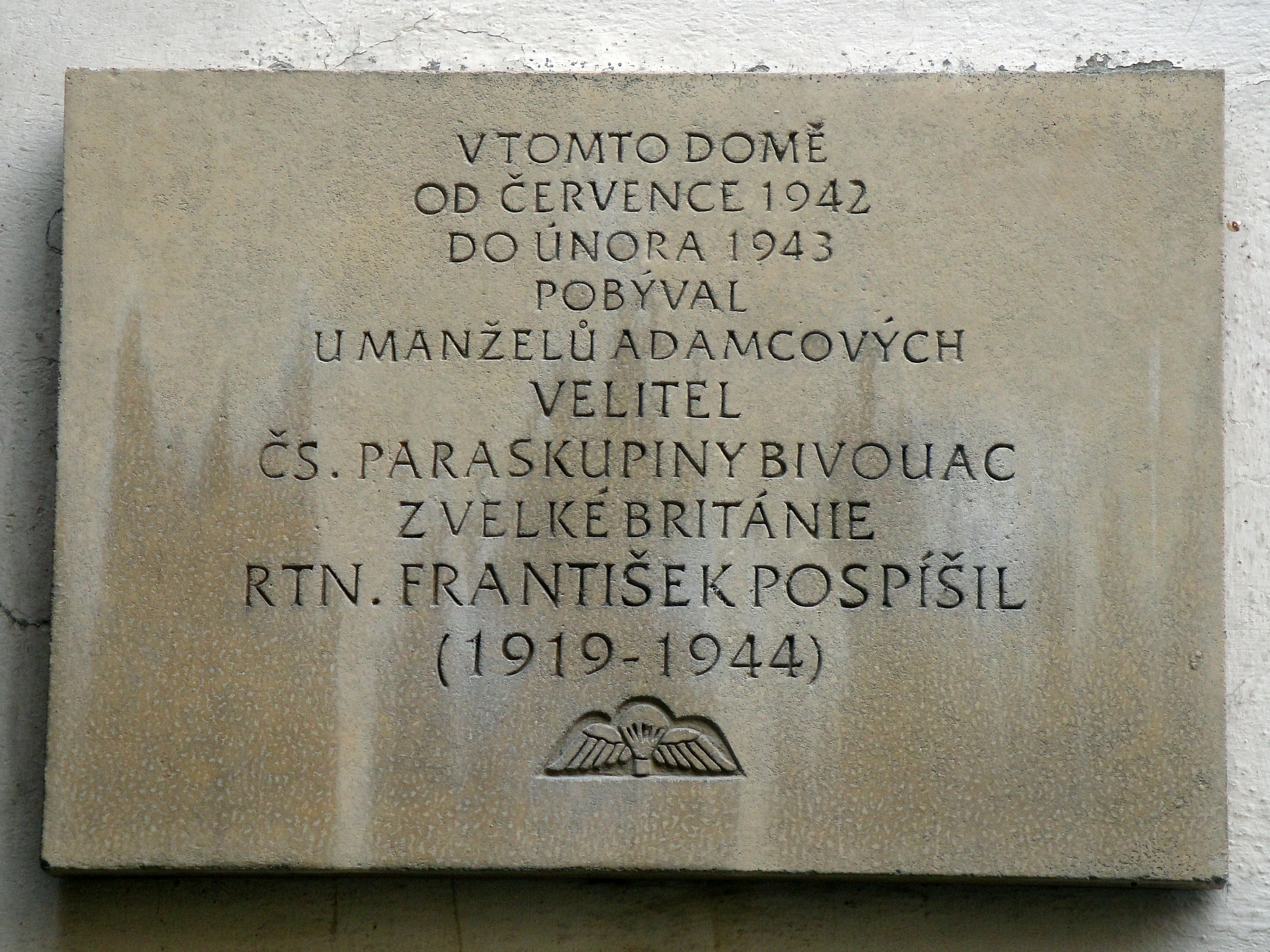
Brno

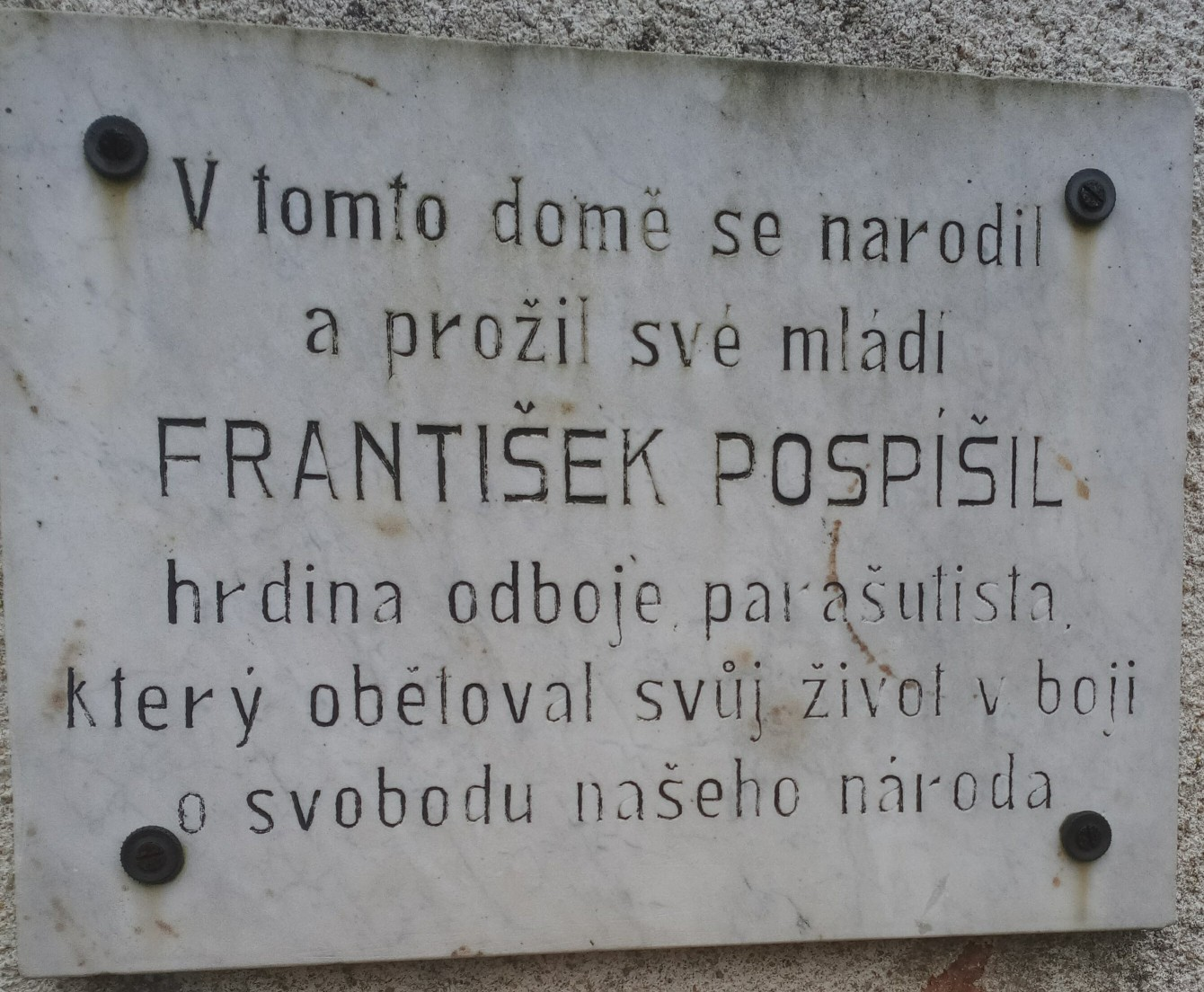
Rešice č. 67

- 1940 –  Československý válečný kříž 1939
- 1944 –  Pamětní medaile československé armády v zahraničí se štítky Francie a Velká Británie
- 1945 –  Československý válečný kříž 1939